# Низамутдинов, Эльдар Фэлэхдинович
Эльда́р Фэлэхди́нович Низамутди́нов (род. 31 мая 1981, Кострома) — российский футболист, нападающий. Мастер спорта России.

## Карьера
Воспитанник костромского футбола. До 17 лет занятия футболом совмещал с хоккеем с шайбой. Карьеру начал в 2000 году в составе костромского «Спартака» во Втором дивизионе, где играл нечасто, что послужило причиной его ухода в «Волочанин» — другого участника турнира в зоне «Запад». В составе команды из тверской области в сезоне-2002 забил 18 мячей, после чего получил предложение от клуба высшего российского дивизиона — «Ротора». В 2003 году дебютировал в Премьер-лиге в составе волгоградского клуба, но в нём закрепиться не смог и играл в дальнейшем в Первом и Втором дивизионах. В сезоне-2005 забил 17 мячей за калининградскую «Балтику», победившую в зоне «Запад» Второго дивизиона. В следующем году вместе с «Ностой» стал победителем зоны «Урал-Поволжье», с 14 забитыми мячами став лучшим бомбардиром зонального турнира, а в сезоне-2007 забил 16 голов за новотроицкую команду в первом дивизионе. С 2008 года стал выступать за участника чемпионата РФПЛ «Химки», в первом сезоне с 9 мячами стал лучшим бомбардиром команды. 31 августа 2009 года на правах аренды перешёл в московский «Спартак». Соглашение об аренде продлено не было, и после окончания сезона 2009 года Низамутдинов покинул «Спартак». В 2010 году был арендован клубом Премьер-лиги «Алания» (Владикавказ), после чего с 2011 года играет в первом дивизионе за ярославский «Шинник» с перерывом на один сезон (2015/2016), проведённый в составе красноярского «Енисея» — также тогда участника Первенства ФНЛ.
5 июня 2024 года покинул «Шинник» из-за окончания контракта.
27 июля 2024 года стал игроком казанского «Сокола».

## Достижения
«Спартак» (Москва)
- Вице-чемпион России: 2009

«Балтика»
- Победитель второго дивизиона (зона «Запад»): 2005

«Носта»
- Победитель второго дивизиона (зона «Урал-Поволжье»): 2006, лучший бомбардир зоны: 14 мячей

## Личная жизнь
Жена — Мусинова Юлия Алексеевна (родом из Костромы), 3 детей.